# Grotten (bostad)
Grotten är norska statens hedersbostad för konstnärer. Konstnärsbostaden  tilldelas av kungen.
Huset byggdes år 1840 av poeten Henrik Wergeland och fick sitt namn efter den grotta han lät bygga under huset. Det är ritat av Wegeland själv med hjälp av arkitekt Hans von Linstow och var hans hem mellan 1841 och 1845. Grottan använde han som arbetsrum.
Huset ligger i utkanten av slottsparken vid Kungliga slottet i Oslo och övertogs av staten år 1922. Grotten har varit konstnärsbostad sedan år 1924. Det är en privat bostad och inte tillgängligt för allmänheten. Själva grottan visas på Norges nationaldag den 17 maj varje år.
Sedan staten övertog bostaden har kompositör Christian Sinding, poet Arnulf Øverland, kompositör Arne Nordheim och nobelpristagaren i litteratur Jon Fosse bott i huset.